# Décret sur la fortune des députés de la Convention
Le décret sur la fortune des députés de la Convention est, pendant la Révolution française, un décret de la Convention nationale obligeant les députés à publier leur patrimoine et leurs sources de revenus. Il est voté par la Convention le 28 fructidor an II (14 septembre 1794).
Le décret précise : « À chacun des députés, dans le délai d'un mois, de faire imprimer le compte de sa fortune et de ses moyens d'existence, de ses bénéfices ou de ses pertes, depuis le 14 juillet 1789 ».
En mai 1793, la Convention avait précédemment décrété « que tout fonctionnaire public est comptable, à chaque instant, de sa fortune ».